# Geocaulon lividum
Geocaulon lividum är en sandelträdsväxtart som först beskrevs av Richards., och fick sitt nu gällande namn av Merritt Lyndon Fernald. Geocaulon lividum ingår i släktet Geocaulon och familjen sandelträdsväxter. Inga underarter finns listade i Catalogue of Life.